# Zhoubo

Zhoubo est un terme d'astronomie chinoise qui est parfois employé pour désigner un astre « nouveau » apparaissant dans le ciel, phénomène relaté par les astronomes chinois sous le nom générique d'étoile invitée, et correspondant selon les cas à une météorite, une comète, une nova ou une supernova. La signification astrologique d'un Zhoubo est incertaine, les sources divergeant à ce sujet, mais toutes s'accordent pour dire qu'il s'agit d'un événement jugé important.

## Étymologie
Étymologiquement, le terme de Zhoubo signifie « comte de Zhou », le terme « Zhou » faisant référence à la dynastie Zhou (entre 1046 av. J.-C. et 256 av. J.-C.). Ce terme se réfère à un événement astronomique, qui est ainsi personnifié, en accord avec la philosophie chinoise qui voulait que les événements célestes soient le reflet de la vie de la société chinoise, les « étoiles invitées », comme ils les appelaient, étant le signe d'un événement réel à venir concernant la région ou la personnalité du monde terrestre symbolisée par l'astérisme (l'équivalent des constellations occidentales) où apparaissait l'événement astronomique.

## Signification
Le traité astrologique Jingzhou zhan décrit un Zhoubo comme étant « de couleur jaune brillante, et apportant prospérité à l'état qu'il visite ». Cette définition est reprise dans le traité du Jinshu, compilé vers l'an 640. Le traité astronomique inclus dans le Suishu, écrit à la même époque, donne lui aussi une description d'un Zhoubo, mais de façon plus ambiguë : il est présenté comme un bon présage dans une section, puis comme un mauvais présage dans un autre (« Un Zhoubo est grand et d'une brillante couleur jaune. Il annonce pour l'état où il apparaît action militaire, mort et famine étendue, tant et si bien que les populations sont amenés à quitter leur domicile »). En tout état de cause, toutes les descriptions de ce type d'événement lui confèrent une importance élevée, sans doute motivée par la brillance importante de l'étoile invitée associée. Aucune mention n'est faite par contre de l'origine de ce terme, ni du ou des événements qui ont amené les astrologues à introduire ce terme.

## Occurrence
Le terme Zhoubo est très rarement utilisé dans les traités astronomiques décrivant les phénomènes de type étoile invité, signe de sa probable importance aux yeux des astrologues de l'époque, et par suite du caractère exceptionnel de l'événement astronomique correspondant. Il n'existe en réalité que deux occurrences du terme de Zhoubo en plusieurs siècles, l'une en 1006 et l'autre peu de temps après, en 1016. Le Zhoubo de 1006 est un des noms donné à l'étoile invitée observée à partir du 1er mai 1006 et pendant plusieurs années, correspondant à la plus brillante supernova historique clairement identifiée, SN 1006. La mention en date de l'an 1016 est plus difficilement à relier à un événement astronomique identifié, et a donné lieu à diverses interprétations relatives à la durée de visibilité de la supernova de l'an 1006.

### LeZhoubode l'an 1006
L'an 1006 voit l'apparition d'un astre nouveau, correspondant à une supernova proche, aujourd'hui appelé SN 1006. L'astre était d'une extrême brillance, comparée par divers chroniqueurs à celle de la Lune au premier quartier. Historiquement, cette période correspond à un moment critique de l'histoire chinoise : deux ans plus tôt, en 1004, les Khitans mongols battent les Chinois dans le Hebei, et s'approchent à moins de 100 kilomètres de Kaifeng, la capitale impériale de la dynastie Song du Nord (960-1127). Un traité de paix est finalement conclu, qui oblige les Chinois à verser un tribut annuel de 3 000 kg d'argent et de 100 000 rouleaux de soie à leurs envahisseurs. Il n'est ainsi guère surprenant qu'un événement astronomique majeur s'étant produit juste après ait suscité maintes interrogations quant à son interprétation astrologique. Le contexte y était d'autant plus favorable que l'empereur d'alors, Song Zhenzong, manifestait lui-même un grand intérêt pour l'art de la divination. À cela s'ajoute que la couleur jaune annoncée pour décrite un Zhoubo correspond aussi à celle de la dynastie Song au pouvoir à l'époque. 

### La mention duZhoubode l'an 1016
Le traité du Songshi mentionne le Zhoubo de l'an 1006, mais en mentionne un également dix ans plus tard, en 1016. Un autre traité mentionne également, plus explicitement, une « réapparition » du Zhoubo à une date correspondant au 15 mai 1016, renvoyant explicitement à l'entrée de 1006 pour plus de détails. Aucun détail supplémentaire n'est donné relativement à cet événement de 1016, qu'il est difficile de relier au précédent, quand bien même une référence explicite à celui de 1006 est faite (voir SN 1006 pour plus de détails). 

## Référence
- (en) Francis Richard Stephenson et David A. Green, Historical supernovae and their remnants, Oxford, Oxford University Press, 2002, 252 p. (ISBN 0198507666), pages 151 à 161.